# Walmart

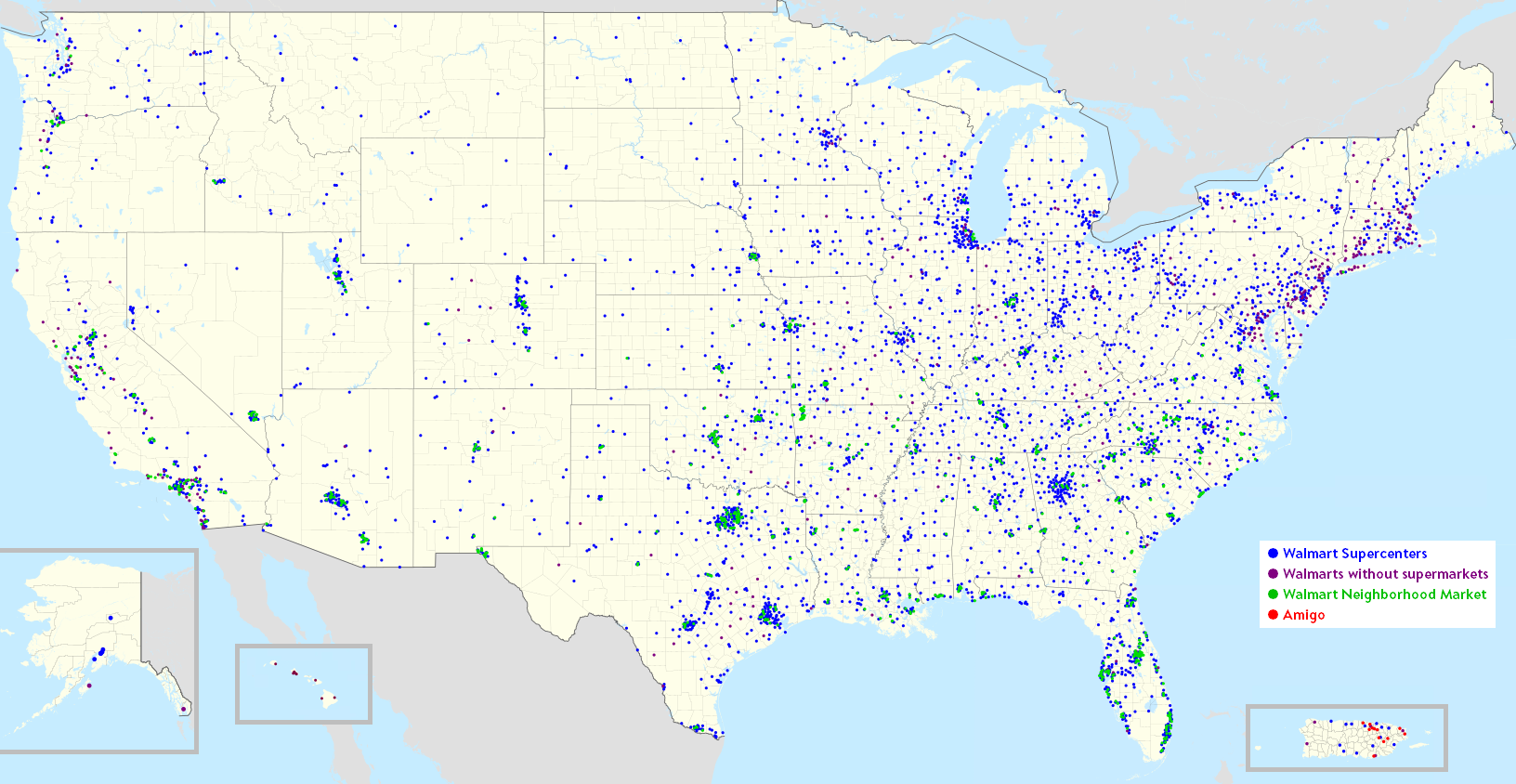
Kaart met de huidige Walmart vestigingen in de VS

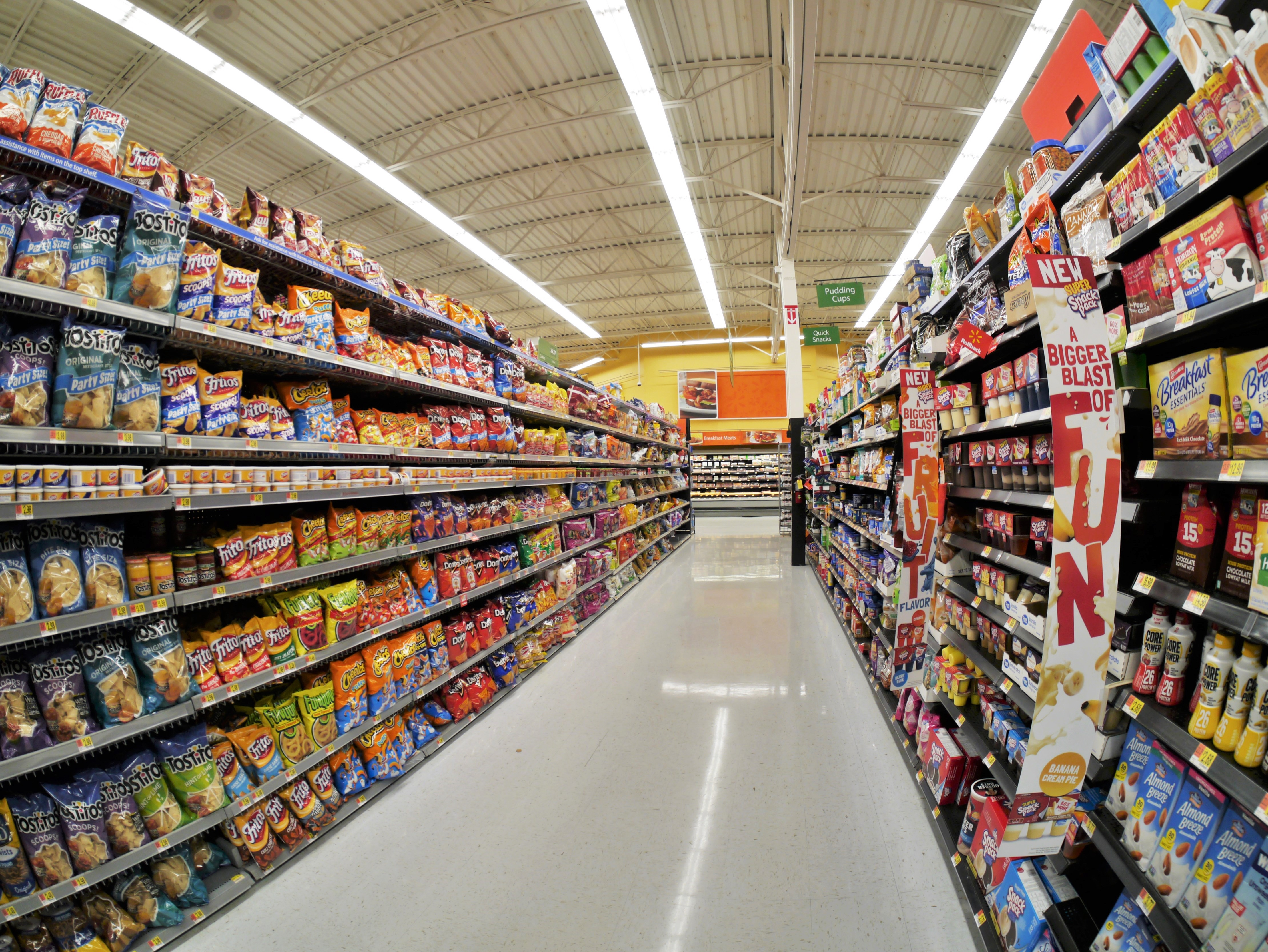
Het interieur van een Walmart winkel (2018)

Walmart is een Amerikaanse supermarktketen. Het bedrijf is opgericht door Sam Walton in 1962 en kreeg een beursnotering aan de New York Stock Exchange in 1972. Walmarts hoofdkantoor staat in Bentonville, Arkansas. Met 2,1 miljoen werknemers in 2023 is het een van de grootste particuliere werkgevers ter wereld. Het is ook het grootste detailhandelsconcern ter wereld. Walmart is ook eigenaar van Sam's Club, een ander Amerikaans detailhandelsconcern.

## Activiteiten
Walmart heeft in totaal 10.623 winkels in 26 landen, waarvan de helft buiten de Verenigde Staten.  Walmart opereert onder zijn eigen naam in de Verenigde Staten en Puerto Rico. In Mexico is het actief onder de naam Walmex en in India als Best Price. Walmart heeft ook winkels in Argentinië, Brazilië, Canada en Volksrepubliek China. Het concern is dankzij de aankoop van Massmart ook actief in Afrika. Walmarts investeringen in het buitenland hebben wisselend succes, zo zijn de winkels in Duitsland en Zuid-Korea verkocht, omdat ze geen succes hadden. Verder verkoopt het veel artikelen via internet onder 65 verschillende labels in al die landen.
Walmart heeft een gebroken boekjaar dat eindigt per ultimo januari. In het gebroken boekjaar 2024, dat liep tot 31 januari 2024, behaalde het een omzet van 648 miljard dollar, waarvan vier vijfde in de thuismarkt. Het telde zo'n 2,1 miljoen medewerkers, waarvan 0,5 miljoen buiten de VS.

### Bedrijfsonderdelen
Walmart is onderverdeeld in drie onderdelen: Walmart U.S., Sam's Club en Walmart International. Het bedrijf heeft diverse verkoopkanalen: supercenters, supermarkten, warenhuizen, kleinere winkeltjes, cash-and-carrywinkels, warenhuizen waarvan men lid moet zijn, kledingwinkels, discountwinkels en restaurants.

#### Walmart U.S.
Walmart U.S. had een jaaromzet van US$ 442 miljard, goed voor twee derde van de totale omzet in 2024. Dit onderdeel telt ruim 4700 vestigingen in het hele land. Tot deze divisie behoort ook Walmarts webwinkel walmart.com.

#### Sam's Club
Sam's Club is een warenhuis waarvoor een lidmaatschap vereist is, vergelijkbaar met groothandels, en de meeste klanten komen uit het midden- en kleinbedrijf. Op sommige locaties is ook een tankstation aanwezig. De eerste Sam's Club werd geopend in 1983 in Midwest City (Oklahoma) onder de naam "Sam's Wholesale Club". Sam's Clubs omzet gedurende boekjaar 2024 bedroeg US$ 86 miljard, dit is iets zo'n 15% van Walmarts totale omzet. In januari 2023 waren er 600 Sam's Clubs in de Verenigde Staten.

#### Walmart International
Walmart International bestaat uit 5300 winkels in 25 landen buiten de Verenigde Staten. In Mexico staan de meeste vestigingen, zo'n 2860 in 2023. Walmart is vanaf 1991 actief in Mexico en heeft een aandelenbelang van 70% in het beursgenoteerde bedrijf Walmart de México y Centroamérica. In 2024 was de omzet van Walmart International US$ 115 miljard ofwel een zesde van de totale omzet.

## Geschiedenis
Sam Walton (1918-1992), een zakenman uit Arkansas, begon zijn carrière op 3 juni 1940, in een J.C. Penney-winkel in Des Moines, Iowa waar hij 18 maanden bleef werken. In 1945 ontmoette hij Butler Brothers, een regionale verkoper die een aantal warenhuizen genaamd Ben Franklin bezat, en die hem er eentje aanbood in Newport (Arkansas). Walton runde deze winkel met veel succes. Problemen met de onderhandelingen over het huurcontract dwongen Walton ertoe een nieuwe Ben Franklin-franchisewinkel te openen in Bentonville. Hij noemde deze niet Ben Franklin store, maar "Walton's Five and Dime."
Op 2 juli 1962 opende hij zijn eerste Wal-Mart discount store op 719 Walnut Ave, in Rogers (Arkansas). Dat gebouw wordt nu gebruikt als bouwmarkt en antiekwinkel. Binnen vijf jaar breidde het bedrijf uit tot 24 winkels in Arkansas en behaalde het een omzet van US$ 12,6 miljoen. In 1968 opende Wal-Mart zijn eerste winkel buiten Arkansas, in Sikeston.
In 1970 opende Wal-Mart zijn eerste distributiecentrum in Bentonville. Wal-Mart bestond toen uit 38 winkels met in totaal 1500 werknemers en een omzet van US$ 44,2 miljoen. Wal-Mart ging op 1 oktober 1970 naar de beurs en de introductieprijs van het aandeel was US$ 16,50. In mei 1971 was Wal-Mart actief in vijf staten: Arkansas, Kansas, Louisiana, Missouri en Oklahoma. In 1973 werd de eerste winkel geopend in Tennessee en in 1974 volgden Kentucky en Mississippi. Op 11 november 1975 opende het de eerste winkel in Texas en toen bestond het concern uit 125 winkels met in totaal 7500 werknemers en een jaaromzet van US$ 340,3 miljoen.
In de jaren 80 bleef Wal-Mart snel groeien en op zijn 25e verjaardag in 1987 waren er 1198 Wal-Martwinkels met een totale omzet van US$ 15,9 miljard en 200.000 werknemers. In dit jaar werd door Wal-Mart ook een satellietnetwerk opgezet om al zijn vestigingen te verbinden met het hoofdkantoor, een investering van US$ 24 miljoen. In 1988 stapte Sam Walton op als topman en David Glass werd zijn opvolger. Walton bleef wel voorzitter van de raad van bestuur. In 1992 overleed Sam Walton, hij was 74 jaar. In 1988 werd het eerste Wal-Mart Supercenter geopend in Washington (Missouri). In 1998 introduceerde Wal-Mart het Neighborhood Market-concept met drie winkels in Arkansas.

Logo gebruikt van 1992-2008. Dit logo wordt nog steeds gebruikt in China.

In 1999 werd Wal-Mart actief in het Verenigd Koninkrijk en het kocht een belang in Asda voor 6,7 miljard pond. Asda behaalde in dat jaar een omzet van 8 miljard pond en telde 78.000 medewerkers. Voor Wal-Mart was dit de tweede Europese markt waarin het een grote positie kreeg, in 1997 werd het actief in Duitsland. In april 2018 werd een fusie bekendgemaakt van de Britse supermarkt Sainsbury's en Asda, maar de Britse toezichthouder gaf geen goedkeuring en blokkeerde de fusie. In oktober 2020 verkocht Walmart het belang in Asda aan de Britse broers Zuber en Mohsin Issa en de investeringsmaatschappij TDR Capital, voor 7,5 miljard euro.
In 2000 was Wal-Marts omzet gegroeid tot US$ 165 miljard. In 2005 had Wal-Mart een omzet van US$ 312,4 miljard en meer dan 6200 winkels. Hiervan zaten er 3800 winkels in de Verenigde Staten en 2800 ergens anders in de wereld. Ook had Wal-Mart in dit jaar 1,6 miljoen werknemers wereldwijd.

Logo gebruikt van 2008-2025.

In 2008 wijzigde Walmart het logo. De naam wordt sindsdien consequent als Walmart gespeld. Het bedrijf bleef echter Wal-Mart Stores, Inc. heten.
In mei 2018 maakte Walmart bekend voor US$ 16 miljard een aandelenbelang te gaan kopen van 77% in het Indiase bedrijf Flipkart. Walmart is sinds 2007 actief in het land en heeft 21 grote winkels. Met Flipkart krijgt het een positie in de snelgroeiende e-commerce-markt in India. In het gebroken boekjaar tot 31 maart 2018 boekte Flipkart een omzet van US$ 4,6 miljard met de verkoop van consumentengoederen als zeep, kleding en smartphones. Amazon.com is een grote concurrent en heeft een kwart van de Indiase markt van internetverkopen in handen.
In februari 2024 maakte Walmart bekend VIZIO te gaan overnemen voor US$ 2,3 miljard. VIZIO biedt innovatieve televisie- en in-huis-entertainment- en mediadiensten aan via zijn SmartCast-besturingssysteem (OS). VIZIO heeft zo'n 18 miljoen gebruikers van SmartCast. Walmart kan via dit systeem ook meer digitale advertenties plaatsen en verkopen.

### Opioïden

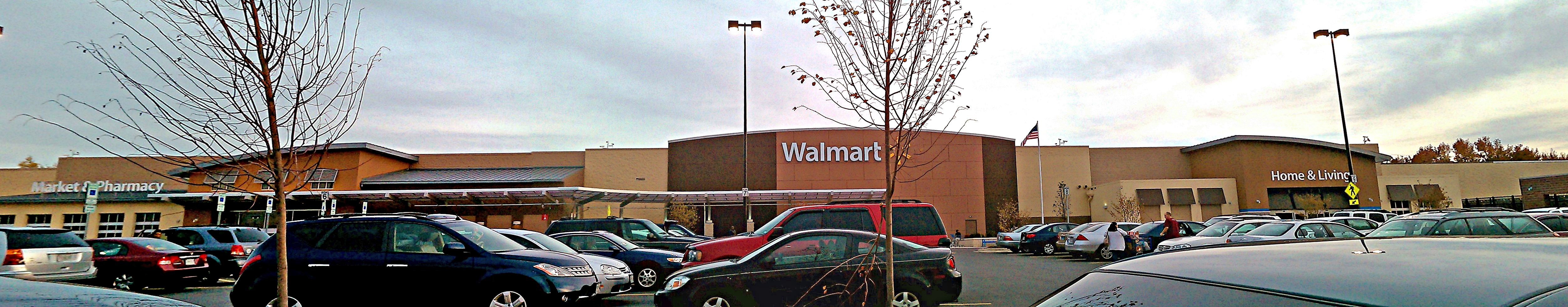
Een panorama foto van een Wal-Mart in Laurel (Maryland).